# Campionato mondiale di snooker 2019
Il Campionato mondiale di snooker 2019 è il ventiseiesimo ed ultimo evento della stagione 2018-2019 di snooker ed è la 79ª edizione di questo torneo che si è disputato dal 20 aprile al 6 maggio 2019 presso il Crucible Theatre di Sheffield in Inghilterra.
Il torneo è stato vinto per la prima volta dall'inglese Judd Trump che ha battuto 18-9 lo scozzese John Higgins, vendicandosi difatti della sconfitta del 2011 proprio contro il 4 volte campione del mondo.

## Montepremi
- Vincitore: £ 500.000
- Finalista: £ 200.000
- Semifinalista: £100.000
- Quarti di Finale: £50.000
- Sedicesimi di Finale: £25.000
- Trentaduesimi di Finale: £20.000
- Quarantottesimi di Finale: £15.000
- Ottantesimi di Finale: £10.000
- Break Massimo da 147: £50.000
- Miglior Break nella fase a eliminazione diretta: £10.000
- Miglior Break nelle qualificazioni: £1.000

## Avvenimenti

### Qualificazioni
La principale sorpresa alle qualifiche riguarda l'eliminazione del gallese Ryan Day al Secondo Turno contro il cinese Tian Pengfei.
Marco Fu viene eliminato dal giovane classe 2000 Luo Honghao.

### Fase a eliminazione diretta[2]

#### Trentaduesimi di Finale
La prima clamorosa eliminazione ai trentaduesimi è quella del 5 volte campione del mondo e numero 1 del Ranking Ronnie O'Sullivan che si fa battere dal connazionale James Cahill per 10-8. Il campione in carica Mark Williams supera Martin Gould 10-7.
Il finalista 2017 e 2018 John Higgins batte Mark Davis, Neil Robertson si impone 10-1 contro il cipriota Michael Georgiou, Mark Selby vince contro Zhao Xintong e il futuro campione Judd Trump batte a fatica il thailandese Thepchaiya Un-Nooh 10-9 e Ding Junhui supera Anthony McGill.
Da segnalare anche l'eliminazione di Mark Allen contro Zhou Yuelong e il 10-0 di Shaun Murphy ai danni di Luo Honghao.

##### Sedicesimi di Finale
Ai sedicesimi è Williams ad abbandonare il torneo perdendo contro l'inglese David Gilbert 13-9, così come Barry Hawkins, Shaun Murphy, Zhou Yuelong e Stuart Bingham che perde 13-11 dopo un match combattuto contro Higgins.
Selby e Ding escono di scena rispettivamente contro Gary Wilson e Judd Trump. Il giovane Cahill perde di un solo frame (13-12) la sfida con Stephen Maguire.

###### Quarti di Finale
Ai quarti sono Gilbert e Gary Wilson a stupire accedendo in semifinale dopo aver buttato fuori rispettivamente Kyren Wilson e Ali Carter.
Trump supera agevolmente 13-6 Maguire, mentre Higgins vince soffrendo ancora, contro Neil Robertson 13-10.

###### Semifinali
Nelle semifinali i 2 più forti sulla carta (Trump e Higgins), evitano lo scontro.
L'inglese vince e convince contro Wilson, mentre Higgins batte 17-16 Gilbert dopo essere stato in svantaggio in gran parte dell'incontro.

#### Finale
Judd Trump batte John Higgins 18-9 restando sotto solo in 2 frames su 27 giocati conquistando il 1º Titolo dopo la finale persa contro lo scozzese nel 2011.

## Tabellone delle qualificazioni

### Turno 1[7]
| Giocatore             | Giocatore         | Risultato |
| --------------------- | ----------------- | --------- |
| Ryan Day              | Oliver Lines      | 10 - 6    |
| Tian Pengfei          | Soheil Vahedi     | 10 - 5    |
| Matthew Stevens       | Thor Chuan Leong  | 10 - 3    |
| Chris Wakelin         | Fan Zhengyi       | 10 - 5    |
| Gary Wilson           | Sanderson Lam     | 10 - 5    |
| Dominic Dale          | Chris Totten      | 10 - 5    |
| Liang Wenbó           | Basem Eltahhan    | 10 - 0    |
| Rory McLeod           | David Grace       | 8 - 10    |
| Robbie Williams       | Sam Baird         | 10 - 8    |
| Marco Fu              | Luo Honghao       | 7- 10     |
| Sam Craigie           | Rhys Clark        | 10 - 2    |
| Tom Ford              | Ross Muir         | 10 - 3    |
| Sunny Akani           | Chen Zifan        | 10 - 6    |
| Robert Milkins        | Luke Simmonds     | 10 - 4    |
| Duane Jones           | Kishan Hirani     | 10 - 5    |
| Anthony McGill        | Ashley Hugill     | 10 - 8    |
| Graeme Dott           | Amza Hakbar       | 10 - 2    |
| Xu Si                 | Sean O'Sullivan   | 10 - 2    |
| Stuart Carrington     | Pang Junxu        | 6 - 10    |
| Kurt Maflin           | Mitchell Mann     | 10 - 3    |
| Li Hang               | Niu Zhuang        | 10 - 5    |
| Ian Burns             | Farakh Ajaib      | 10 - 7    |
| Ben Woollaston        | Elliot Slessor    | 10 - 7    |
| Mike Dunn             | Nigel Bond        | 7 - 10    |
| Daniel Wells          | Jamie Clarke      | 10 - 5    |
| Hossein Vafaei        | Zhang Anda        | 10 - 4    |
| Gerard Greene         | Aaron Hill        | 10 - 7    |
| Martin Gould          | Mostafa Dorgham   | 10 - 0    |
| Michael Georgiou      | Lee Walker        | 10 - 7    |
| Peter Ebdon           | Harvey Chandler   | 10 - 4    |
| Mei Xiwen             | Florian Nüẞle     | 10 - 3    |
| Yan Bingtao           | Luckas Kleckers   | 10 - 3    |
| Ali Carter            | Paul Davison      | 10 - 1    |
| Jimmy White           | Ross Bulman       | 10 - 5    |
| Michael White         | Andy Hicks        | 10 - 4    |
| Yuan Sijun            | John Astley       | 8 - 10    |
| Ricky Walden          | Alfie Burden      | 10 - 7    |
| Eden Sharav           | David Lilley      | 10 - 7    |
| Zhou Yuelong          | Robin Hull        | 10 - 7    |
| Liam Highfield        | Hammad Miah       | 10 - 7    |
| Fergal O'Brien        | Jackson Page      | 10 - 4    |
| Mark Davis            | Rod Lawler        | 10 - 6    |
| Alexander Ursenbacher | Jordan Brown      | 4 - 10    |
| Lyu Haotian           | Ashley Carty      | 10 - 5    |
| Mark Joyce            | Billy Joe Castle  | 10 - 2    |
| Thepchaiya Un-Nooh    | Jonathan Bagley   | 10 - 4    |
| Joe O'Connor          | Joe Swail         | 10 - 1    |
| Jimmy Robertson       | Chen Feilong      | 10 - 0    |
| Xiao Guodong          | Jak Jones         | 10 - 5    |
| Peter Lines           | Michael Judge     | 9 - 10    |
| Michael Holt          | Brandon Sargeant  | 10 - 5    |
| Andrew Higginson      | James Cahill      | 9 - 10    |
| Mark King             | Igor Figueiredo   | 10 - 4    |
| Lu Ning               | Allan Taylor      | 10 - 4    |
| Scott Donaldson       | Craig Steadman    | 10 - 8    |
| Ken Doherty           | Andy Lee          | 10 - 8    |
| Anthony Hamilton      | James Wattana     | 10 - 9    |
| Matthew Selt          | Dylan Emery       | 10 - 3    |
| Zhao Xintong          | Adam Lilley       | 10 - 2    |
| Noppon Saengkham      | Adam Stefanow     | 10 - 3    |
| Alan McManus          | Ng On-yee         | 10 - 6    |
| Martin O'Donnell      | Adam Duffy        | 10 - 6    |
| Zhang Yong            | Reanne Evans      | 10 - 2    |
| Joe Perry             | Simon Lichtenberg | 10 - 1    |

### Turno 2
| Giocatore        | Giocatore          | Risultato |
| ---------------- | ------------------ | --------- |
| Ryan Day         | Tian Pengfei       | 3 - 10    |
| Matthew Stevens  | Chris Wakelin      | 10 - 7    |
| Gary Wilson      | Dominic Dale       | 10 - 3    |
| Liang Wenbó      | David Grace        | 10 - 7    |
| Robbie Williams  | Luo Honghao        | 8 - 10    |
| Sam Craigie      | Tom Ford           | 8 - 10    |
| Sunny Akani      | Robert Milkins     | 5 - 10    |
| Duane Jones      | Anthony McGill     | 5 - 10    |
| Graeme Dott      | Xu Si              | 10 - 4    |
| Pang Junxu       | Kurt Maflin        | 7 - 10    |
| Li Hang          | Ian Burns          | 10 - 8    |
| Ben Woollaston   | Nigel Bond         | 10 - 4    |
| Daniel Wells     | Hossein Vafaei     | 10 - 6    |
| Gerard Greene    | Martin Gould       | 6 - 10    |
| Michael Georgiou | Peter Ebdon        | 10 - 8    |
| Mei Xiwen        | Yan Bingtao        | 8 - 10    |
| Ali Carter       | Jimmy White        | 10 - 4    |
| Michael White    | John Astley        | 6 - 10    |
| Ricky Walden     | Eden Sharav        | 9 - 10    |
| Zhou Yuelong     | Liam Highfield     | 10 - 5    |
| Fergal O'Brien   | Mark Davis         | 4 - 10    |
| Jordan Brown     | Lyu Haotian        | 0 - 10    |
| Mark Joyce       | Thepchaiya Un-Nooh | 5 - 10    |
| Joe O'Connor     | Jimmy Robertson    | 10 - 9    |
| Xiao Guodong     | Michael Judge      | 9 - 10    |
| Michael Holt     | James Cahill       | 7 - 10    |
| Mark King        | Lu Ning            | 5 - 10    |
| Scott Donaldson  | Ken Doherty        | 10 - 4    |
| Anthony Hamilton | Matthew Selt       | 7 - 10    |
| Zhao Xintong     | Noppon Saengkham   | 10 - 5    |
| Alan McManus     | Martin O'Donnell   | 8 - 10    |
| Zhang Yong       | Joe Perry          | 1 - 10    |

### Turno 3
| Giocatore          | Giocatore       | Risultato |
| ------------------ | --------------- | --------- |
| Tian Pengfei       | Matthew Stevens | 10 - 8    |
| Gary Wilson        | Liang Wenbó     | 10 - 6    |
| Luo Honghao        | Tom Ford        | 10 - 8    |
| Robert Milkins     | Anthony McGill  | 8 - 10    |
| Graeme Dott        | Kurt Mafllin    | 10 - 2    |
| Li Hang            | Ben Woollaston  | 10 - 8    |
| Daniel Wells       | Martin Gould    | 8 - 10    |
| Michael Georgiou   | Yan Bingtao     | 10 - 8    |
| Ali Carter         | John Astley     | 10 - 4    |
| Eden Sharav        | Zhou Yuelong    | 6 - 10    |
| Mark Davis         | Lyu Haotian     | 10 - 7    |
| Thepchaiya Un-Nooh | Joe O'Connor    | 10 - 6    |
| Michael Judge      | James Cahill    | 6 - 10    |
| Lu Ning            | Scott Donaldson | 9 - 10    |
| Matthew Selt       | Zhao Xintong    | 4 - 10    |
| Martin O'Donnell   | Joe Perry       | 3 - 10    |

## Fase a eliminazione diretta
| Trentaduesimi di Finale | Sedicesimi di Finale    | Quarti di Finale        | Semifinali              | Finale                  |
| ----------------------- | ----------------------- | ----------------------- | ----------------------- | ----------------------- |
| Al meglio dei 19 frames | Al meglio dei 25 frames | Al meglio dei 25 frames | Al meglio dei 33 frames | Al meglio dei 35 frames |

Il Ranking indicato è quello prima dell'inizio della competizione.
| Giocatore         | Giocatore          | Risultato | Ranking Giocatore 1 | Ranking Giocatore 2 |
| ----------------- | ------------------ | --------- | ------------------- | ------------------- |
| Mark Williams     | Martin Gould       | 10 - 7    | 3                   | 29                  |
| Neil Robertson    | Michael Georgiou   | 10 - 1    | 4                   | 52                  |
| Luca Brecel       | Gary Wilson        | 9 - 10    | 14                  | 32                  |
| Ding Junhui       | Anthony McGill     | 10 - 7    | 10                  | 24                  |
| Stephen Maguire   | Tian Pengfei       | 10 - 9    | 15                  | 81                  |
| John Higgins      | Mark Davis         | 10 - 7    | 5                   | 38                  |
| Shaun Murphy      | Luo Honghao        | 10 - 0    | 13                  | 92                  |
| David Gilbert     | Joe Perry          | 10 - 7    | 16                  | 18                  |
| Mark Selby        | Zhao Xintong       | 10 - 7    | 2                   | 67                  |
| Ronnie O'Sullivan | James Cahill       | 8 - 10    | 1                   | 130                 |
| Stuart Bingham    | Graeme Dott        | 10 - 9    | 12                  | 21                  |
| Mark Allen        | Zhou Yuelong       | 7 - 10    | 6                   | 35                  |
| Judd Trump        | Thepchaiya Un-Nooh | 10 - 9    | 7                   | 43                  |
| Barry Hawkins     | Li Hang            | 10 - 1    | 9                   | 28                  |
| Kyren Wilson      | Scott Donaldson    | 10 - 4    | 8                   | 39                  |
| Jack Lisowski     | Ali Carter         | 6 - 10    | 11                  | 19                  |

| Giocatore       | Giocatore      | Risultato | Ranking Giocatore 1 | Ranking Giocatore 2 |
| --------------- | -------------- | --------- | ------------------- | ------------------- |
| Shaun Murphy    | Neil Robertson | 6 - 13    | 13                  | 4                   |
| Mark Selby      | Gary Wilson    | 10 - 13   | 2                   | 32                  |
| Mark Williams   | David Gilbert  | 9 - 13    | 3                   | 16                  |
| Stephen Maguire | James Cahill   | 13 - 12   | 15                  | 130                 |
| John Higgins    | Stuart Bingham | 13 - 11   | 5                   | 12                  |
| Judd Trump      | Ding Junhui    | 13 - 9    | 7                   | 10                  |
| Barry Hawkins   | Kyren Wilson   | 11 - 13   | 9                   | 8                   |
| Ali Carter      | Zhou Yuelong   | 13 - 9    | 19                  | 35                  |

| Giocatore     | Giocatore       | Risultato | Ranking Giocatore 1 | Ranking Giocatore 2 |
| ------------- | --------------- | --------- | ------------------- | ------------------- |
| David Gilbert | Kyren Wilson    | 13 - 8    | 16                  | 8                   |
| John Higgins  | Neil Robertson  | 13 - 10   | 5                   | 4                   |
| Gary Wilson   | Ali Carter      | 13 - 9    | 32                  | 19                  |
| Judd Trump    | Stephen Maguire | 13 - 6    | 7                   | 15                  |

| Giocatore    | Giocatore     | Risultato | Ranking Giocatore 1 | Ranking Giocatore 2 |
| ------------ | ------------- | --------- | ------------------- | ------------------- |
| Gary Wilson  | Judd Trump    | 11 - 17   | 32                  | 7                   |
| John Higgins | David Gilbert | 17 - 16   | 5                   | 16                  |

| FINALE Crucible Theatre, Sheffield, Inghilterra, Regno Unito, 5 e 6 maggio 2019 ARBITRO: Leo Scullion | FINALE Crucible Theatre, Sheffield, Inghilterra, Regno Unito, 5 e 6 maggio 2019 ARBITRO: Leo Scullion | FINALE Crucible Theatre, Sheffield, Inghilterra, Regno Unito, 5 e 6 maggio 2019 ARBITRO: Leo Scullion |
| Judd Trump (7) | 18 - 9                                                                                                | John Higgins (5)                                                                                      |
| --- | --- | --- |
| PRIMA SESSIONE: 1-0 2-0 2-1 3-1 3-2 3-3 3-4 4-4 (4-4) SECONDA SESSIONE: 4-5 5-5 6-5 7-5 8-5 9-5 10-5 11-5 12-5 (8-1) TERZA SESSIONE: 12-6 12-7 13-7 14-7 15-7 15-8 15-9 16-9 (4-4) QUARTA SESSIONE: 17-9 18-9 (2-0) | | |
| MIGLIOR BREAK: 139 CENTURY BREAKS: 4 | [ 8 ]                                                                                                 | MIGLIOR BREAK: 135 CENTURY BREAKS: 7                                                                  |
| Judd Trump vince il Campionato mondiale di snooker 2019 | | |

### Statistiche
In queste statistiche sono indicati solo i giocatori che hanno partecipato alla Fase a Eliminazione Diretta. Quelli che hanno partecipato a Qualificazioni e Fase a Eliminazione Diretta vengono classificati con entrambi i risultati.
| Giocatore          | Numero di frames vinti |
| ------------------ | ---------------------- |
| Gary Wilson        | 77                     |
| Judd Trump         | 71                     |
| John Higgins       | 62                     |
| David Gilbert      | 52                     |
| James Cahill       | 52                     |
| Tian Pengfei       | 39                     |
| Graeme Dott        | 39                     |
| Thepchaiya Un-Nooh | 39                     |
| Martin Gould       | 37                     |
| Anthony McGill     | 37                     |
| Mark Davis         | 37                     |
| Joe Perry          | 37                     |
| Zhao Xintong       | 37                     |
| Scott Donaldson    | 34                     |
| Neil Robertson     | 33                     |
| Ali Carter         | 32                     |
| Kyren Wilson       | 31                     |
| Michael Georgiou   | 31                     |
| Li Hang            | 31                     |
| Luo Honghao        | 30                     |
| Stephen Maguire    | 29                     |
| Stuart Bingham     | 21                     |
| Barry Hawkins      | 21                     |
| Mark Selby         | 20                     |
| Mark Williams      | 19                     |
| Ding Junhui        | 19                     |
| Zhou Yuelong       | 19                     |
| Shaun Murphy       | 16                     |
| Luca Brecel        | 9                      |
| Ronnie O'Sullivan  | 8                      |
| Mark Allen         | 7                      |
| Jack Lisowski      | 6                      |

### Century Breaks (126)
| N° | Giocatore         | Century Breaks | Miglior Break |
| -- | ----------------- | -------------- | ------------- |
| 1  | Judd Trump        | 14             | 141           |
| 2  | John Higgins      | 12             | 143 (£ 5.000) |
| 3  | Gary Wilson       | 11             | 140           |
| 4  | David Gilbert     | 7              | 139           |
| 5  | Kyren Wilson      | 7              | 138           |
| 6  | Stephen Maguire   | 7              | 131           |
| 7  | Zhou Yuelong      | 7              | 136           |
| 8  | Ali Carter        | 7              | 135           |
| 9  | James Cahill      | 7              | 131           |
| 10 | Shaun Murphy      | 6              | 138           |
| 11 | Neil Robertson    | 6              | 127           |
| 12 | Joe Perry         | 5              | 136           |
| 13 | Barry Hawkins     | 4              | 137           |
| 14 | Mark Selby        | 4              | 131           |
| 15 | Tian Pengfei      | 4              | 133           |
| 16 | Graeme Dott       | 4              | 140           |
| 17 | Ding Junhui       | 3              | 134           |
| 18 | Mark Williams     | 3              | 129           |
| 19 | Stuart Bingham    | 3              | 112           |
| 20 | Jack Lisowski     | 2              | 124           |
| 21 | Mark Allen        | 1              | 131           |
| 22 | Luca Brecel       | 1              | 131           |
| 23 | Ronnie O'Sullivan | 1              | 104           |

### Miglior Break nelle qualificazioni
| Giocatore        | Break        |
| ---------------- | ------------ |
| Noppon Saengkham | 146 (£1.000) |